# Pseudoconyza viscosa
 Pseudoconyza viscosa  (Mill.) D'Arcy, 1973 è una specie di piante angiosperme dicotiledoni della famiglia delle Asteraceae, sottofamiglia Asteroideae, tribù Inuleae e sottotribù Inulinae.  Pseudoconyza viscosa è anche l'unica specie del genere  Pseudoconyza  Cuatrec., 1961.

## Etimologia
Il nome generico (Pseudoconyza ) deriva da due parle greche "pseudes" (= falso, ingannevole) e  "knopos / conyza" (= pulce).  L'epiteto specifico ( viscosa) deriva dal latino "viscum" (= appiccicoso, viscido).
Il nome scientifico della specie è stato definito dai botanici Philip Miller (1691-1771) e William Gerald D'Arcy (1931-1999) nella pubblicazione " Phytologia; Designed to Expedite Botanical Publication. New York" (  Phytologia 25: 281 ) del 1973. Il nome scientifico del genere è stato definito dal botanico José Cuatrecasas (1903-1996) nella pubblicazione " Ciencia; Revista Hispano-Americana de Ciencias Puras y Aplicadas. Mexico City" (  Ciencia (Mexico) 21: 30) del 1961.

## Descrizione

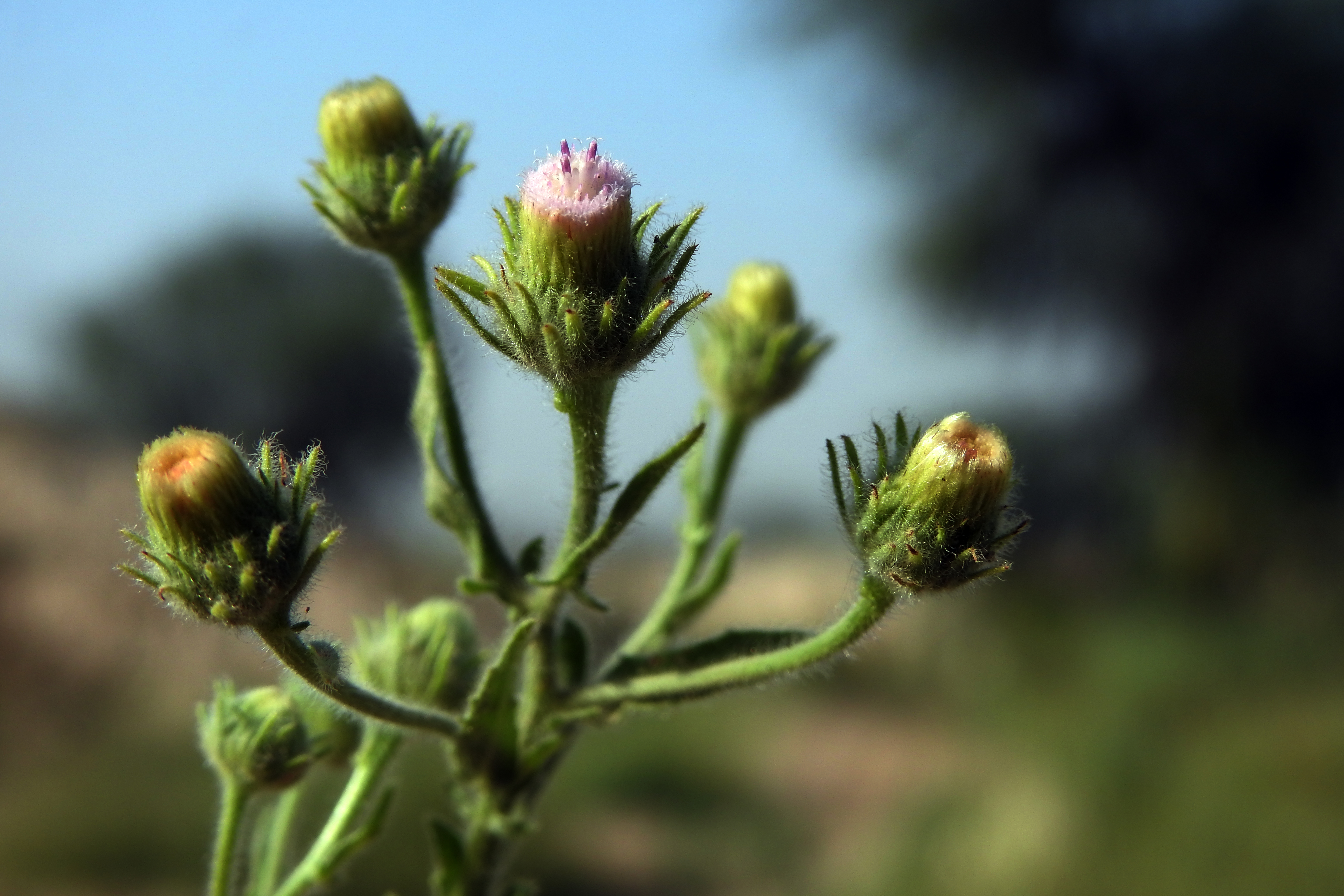
Infiorescenza

Portamento. La specie di questa voce ha un portamento erbaceo.
Fusto. La parte sotterranea del fusto consiste prevalentemente in rizomi. Generalmente il floema è privo di strati fibrosi; inoltre sono assenti i tessuti latticiferi.
Foglie. Le foglie lungo il caule sono disposte in modo alternato. La lamina è semplice con bordi dentati, talvolta basalmente lobati.
Infiorescenza. Le infiorescenze sono formate da capolini solitari che in formazioni corimbose. I capolini sono eterogami di tipo disciforme . I capolini sono formati da un involucro composto da brattee disposte in modo embricato al cui interno un ricettacolo fa da base ai fiori filiformi periferici o fiori del raggio e ai fiori tubulosi quelli centrali o del disco. L'involucro è cilindrico. Le brattee sono disposte generalmente su più righe; hanno consistenza erbacea o cartilaginea, ma senza margini ialini; gli stereomi non sono divisi. Il ricettacolo è sprovvisto di pagliette (a protezione della base dei fiori).
Fiori.  I fiori sono tetra-ciclici (formati cioè da 4 verticilli: calice – corolla – androceo – gineceo) e pentameri (calice e corolla formati da 5 elementi). Si distinguono in:
- fiori del raggio (esterni): sono femminili e sono disposti su una o più serie; sono filiformi di tipo zigomorfo);
- fiori del disco (centrali): sono più numerosi con forme brevemente tubulose (attinomorfe); sono ermafroditi fertili.

- Formula fiorale:

*/x K {\displaystyle \infty }, [C (5), A (5)], G 2 (infero), achenio
- Calice: i sepali del calice sono ridotti ad una coroncina di squame.

- Corolla:

- fiori del raggio: la forma della corolla alla base è più o meno tubulosa-imbutiforme, mentre all'apice è filiforme; il colore verde-bianco;
- fiori del disco: la forma è tubulare bruscamente divaricata in 4-5 brevi lobi; il colore verde-bianco.

- Androceo: l'androceo è formato da 5 stami sorretti da filamenti generalmente liberi; gli stami sono connati e formano un manicotto circondante lo stilo; le teche (produttrici del polline) sono troncate e non sono speronate. La base delle antere è codata. Il tessuto dell'endotecio è a forma radiata. Le cellule del collare dei filamenti sono piatte o di tipo mammelloso.

- Gineceo: il gineceo ha un ovario uniloculare infero formato da due carpelli.[10] Lo stilo è unico e con due stigmi nella parte apicale. Gli stigmi spesso sono provvisti di peli acuti che terminano sotto la biforcazione. Le superfici stigmatiche confluiscono all'apice, mentre alla base sono separate in due distinte linee (lignee stigmatiche marginali[12]). Il polline è spinuloso.

Frutti. I frutti sono degli acheni con pappo. Gli acheni sono pelosi. L'epidermide dell'achenio è provvista di grandi cristalli di ossalato di calcio. Il pappo è formato setole capillari, o setole capillari miste a piccole squame o larghe squame sole. 

## Biologia
Impollinazione: tramite insetti (impollinazione entomogama tramite farfalle diurne e notturne).

Riproduzione: la fecondazione avviene fondamentalmente tramite l'impollinazione dei fiori.

Dispersione: i semi cadono a terra e vengono dispersi soprattutto da insetti come formiche (disseminazione mirmecoria). Un altro tipo di dispersione è zoocoria: gli uncini delle brattee dell'involucro (se presenti) si agganciano ai peli degli animali di passaggio che portano così i semi anche su lunghe distanze. Inoltre per merito del pappo (se presente) il vento può trasportare i semi anche per alcuni chilometri (disseminazione anemocora).

## Distribuzione e habitat
La specie di questa voce è distribuita più o meno nell'areale equatoriale dell'America, Africa e Asia .

## Sistematica
La famiglia di appartenenza di questa voce (Asteraceae o Compositae, nomen conservandum) probabilmente originaria del Sud America, è la più numerosa del mondo vegetale, comprende oltre 23.000 specie distribuite su 1.535 generi, oppure 22.750 specie e 1.530 generi secondo altre fonti (una delle checklist più aggiornata elenca fino a 1.679 generi). La famiglia attualmente (2021) è divisa in 16 sottofamiglie; la sottofamiglia Asteroideae è una di queste e rappresenta l'evoluzione più recente di tutta la famiglia.

### Filogenesi
La tribù Inuleae (comprendente le Inulinae) è una delle 21 tribù della sottofamiglia Asteroideae). Da un punto di vista filogenetico, la tribù Inuleae, all'interno della sottofamiglia, fa parte del gruppo "Helianthodae". La sottotribù Inulinae è caratterizzata dalla particolare pubescenza dello stilo e dagli acheni con cristalli di ossalato di calcio.
In precedenti trattazioni questa specie è descritta all'interno del genere Blumea appartenente al "Gruppo basale" della sottotribù (= distacco precoce dal resto dei generi del gruppo Inulinae) consistente in un clade formato dai generi Duhaldea-Caesulia-Blumea e la specie Vicoa indica. Altre pubblicazioni meno recenti inseriscono  Pseudoconyza viscosa nella sottotribù Plucheinae.
I caratteri distintivi della specie  Pseudoconyza viscosa sono:
- le antere hanno le code;
- le setolo spesso sono dentate.

### Sinonimi
Sono elencati alcuni sinonimi per questa entità:
- Blumea viscosa (Mill.) V.M.Badillo
- Conyza viscosa  Mill.
- Laggera viscosa  (Mill.) Zareh
- Marsea viscosa  (Mill.) Britten

Sinonimo per il genere:
- Ernstia V.M.Badillo